# Pierre Étaix

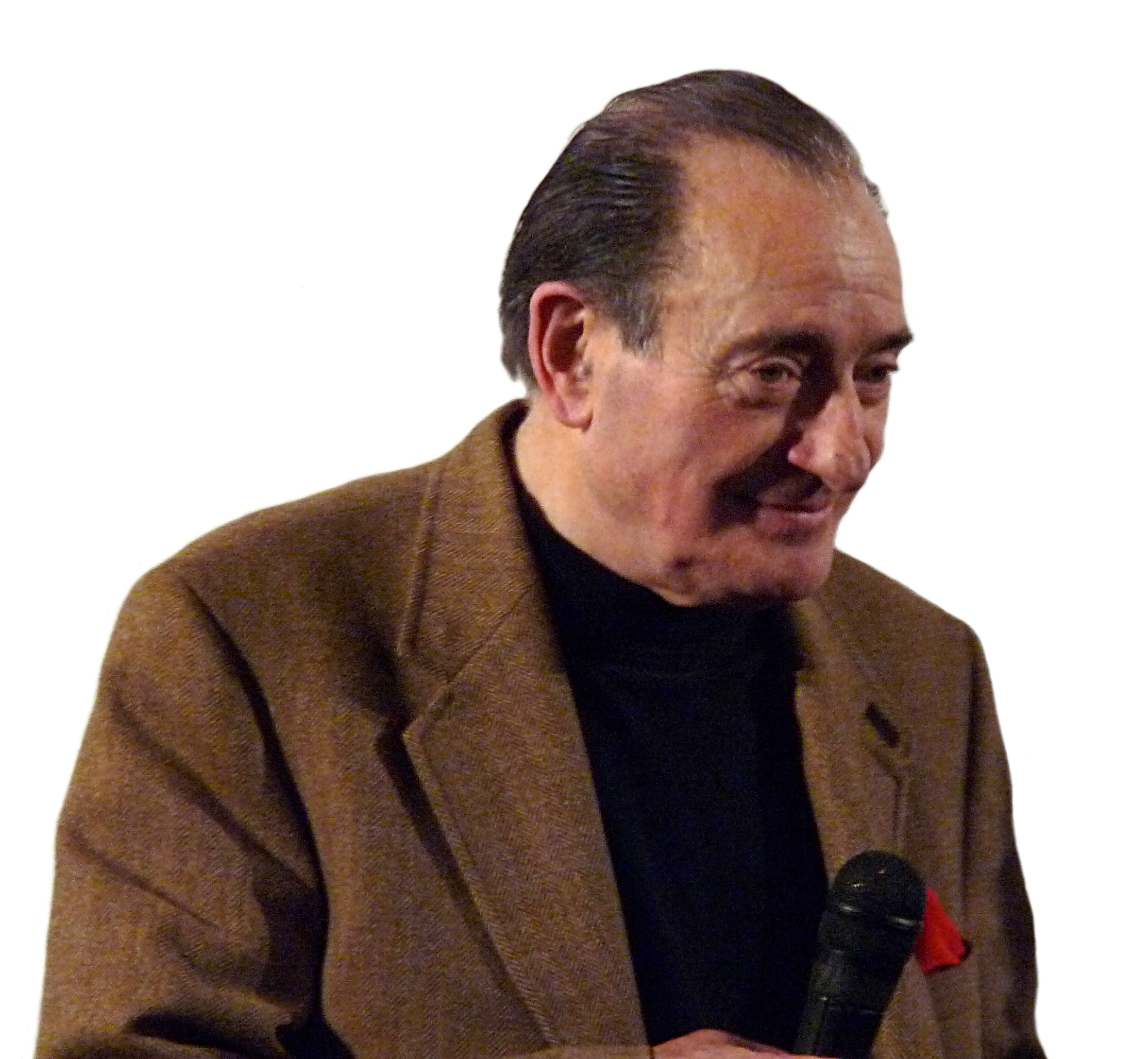
Étaix 2011

Pierre Étaix, född 23 november 1928 i Roanne, död 14 oktober 2016 i Paris, var en fransk skådespelare, filmregissör och clown. Étaix slog igenom på 1960-talet och arbetade i en slapstick-tradition med starka band till stumfilmstiden. Hans filmer var länge svårtillgängliga på grund av en rättighetstvist.

## Liv och gärning
Inspirerad av Buster Keaton och Charles Chaplin började Étaix vid tidig ålder uppträda med slapsticknummer vid varietéer. Han lärde känna Jacques Tati och arbetade som gagman och assisterande regissör för Tatis film Min onkel från 1958. I början av 1960-talet regisserade Étaix sina första egna kortfilmer, Nobbad och Heureux anniversaire, varav den senare belönades med en Oscar för Bästa kortfilm. Filmerna gjordes i samarbete med Jean-Claude Carrière, och var av stor betydelse även för hans karriär. Étaix gjorde därefter fyra långfilmer under 1960-talet, alla präglade av fysisk humor med hyllningar till Keaton och Max Linder. Långfilmsdebuten Friaren från 1962 tilldelades Louis Delluc-priset.
År 1971 grundade han l'Ecole Nationale du Cirque ("Nationella cirkusskolan") med sin hustru Annie Fratellini och ägnade större delen av 1970-talet åt detta. På 1980-talet återvände han till filmen, bland annat med långfilmen L'âge de Monsieur est avancé från 1987, en hyllning till regissören Sacha Guitry, med Étaix' egna framgångsrika teaterpjäs som förlaga.
Internationellt medverkade han bland annat i Federico Fellinis Clownerna från 1970, samt Jerry Lewis' beryktade koncentrationslägerfilm The Day the Clown Cried, som dock visade sig vara så kontroversiell att den aldrig släppts offentligt. På grund av en rättighetstvist var Étaix' filmer länge otillgängliga och försvann från den breda allmänhetens kännedom. I början av 2010-talet löstes tvisten och filmerna fick ett visst uppsving när de uppmärksammades vid filmfestivalen i Cannes 2010.
Han avled 14 oktober 2016 till följd av en infektion.

## Filmer i urval

### Regi
- Nobbad (Rupture) (1961) - kortfilm
- Heureux anniversaire (1962) - kortfilm
- Friaren (Le soupirant) (1962)
- Den fantastiske Yoyo (Yoyo) (1965)
- Så länge man har hälsan (Tant qu'on a la sante) (1966)
- Den stora kärleken (Le grand amour) (1969)
- Pays de cocagne (1971)
- L'âge de Monsieur est avancé (1987)
- J'écris dans l'espace (1989)
- En pleine forme (2010) - kortfilm

### Roller
- Ficktjuven (1959)
- Lätting i lumpen (1960)
- Nobbad (Rupture) (1961) - kortfilm
- Heureux anniversaire (1962) - kortfilm
- Friaren (Le soupirant) (1962)
- Så länge man har hälsan (Tant qu'on a la sante) (1965)
- Den stora kärleken (Le grand amour) (1968)
- Clownerna (I clowns) (1970)
- The Day the Clown Cried (1972; aldrig släppt)
- En oförglömlig kvinna (L'aide-memoire) (1984)
- L'âge de Monsieur est avancé (1987)
- Henry & June (1990)
- En pleine forme (2010) - kortfilm
- Mannen från Le Havre (Le Havre) (2011)